# So Quelo
El So Quelo va ser un personatge de ficció creat per Regí Mas en 1942, com a remat d'una falla plantada a la Plaça del Caudillo. Originàriament un llaurador estraperlista, el So Quelo aniria protagonitzant diferents falles d'esta demarcació durant tota la dècada de 1940, canviant d'ocupació cada any. L'aparició del So Quelo coincideix amb l'edat daurada de l'artista, que entre 1940 i 1958 farà setze primers premis. La figura també va ser utilitzada per altres artistes com Modest González, Paco Baró i Octavio Vicent.

## Història
La falla de la Plaça del Caudillo no va dependre de l'Ajuntament de València fins a 1980, rebatejada ja com a Plaça del País Valencià. Així doncs, les falles plantades a la demarcació des dels anys 1940 van fer-se a iniciativa d'una comissió formada per empresaris i industrials.
La figura del So Quelo, llaurador valencià que va aparèixer a la primera falla, plantada en 1942 per Regí Mas, va gaudir de gran popularitat, i va repetir amb noves professions a diferents falles durant tota la dècada i primers 50. Prova de la seua fama és que van aparèixer altres tios de factura semblant i que rivalitzaren amb ell, com el Tio Nelo de la Falla del Mercat.
Tot i el contingut crític d'estes falles de la postguerra, sent el So Quelo un estraperlista primer, i després banquer o alcalde, el cadafal estava sufragat per una comissió formada per empresaris i membres d'alta burgesia valenciana, un precedent per a les falles elitistes i que utilitzaven el cadafal com a aparador comercial. A partir dels anys 50 la figura del So Quelo és substituïda per remats de caràcter clàssic i, a final de la dècada, per reproduccions d'obres esculptóriques o monuments de fama internacional, moment el qual en que el personatge cau en l'oblit.

## Falles plantades per Regí Mas
El So Quelo va ser representat per primera vegada com el rei de l'horta, un llaurador estraperlista amb una corona al cap. Tot i l'evident crítica del cadafal, ni al llibret de falla, escrit per Almela i Vives ni a la publicació Oficina d'Informació Fallera no es fa cap referència a l'estraperlisme, tot comentant que el So Quelo tracta amb productes difícils d'aconseguir. Esta falla va costar 125.000 pessetes, sent possiblement una de les falles més grans que mai s'havien plantat.
En 1947 el mateix artista planta a la mateixa demarcació la falla So Quelo Bank, on el So Quelo esdevé un banquer. Ací la crítica a l'economia d'Espanya en aquell període es fa més evident, ja que al remat de la falla, el So Quelo apareix damunt d'una caixa de cabals plena de ratolins, als que intenta espantar amb una granera. Va costar 100.000 pessetes, i va ser la més cara d'aquell any.
En 1948 es planta Les Fabricacions del So Quelo, amb el personatge convertit en un industrial que produeix cremes i elixirs, suposadament miraculosos, a partir de productes del camp. L'actualitat del moment fa que l'estraperlista es faça passar per industrial el mateix any en què s'inaugura el nou pavelló de la Unió de Fires Internacionals. Tot i això, els ninots de la falla fan referència a enginys i invents que els valencians crearien per a fer front a la carestia, sent una de les escenes més comentades per la premsa aquella on es feia referència a la llet aiguada que es comercialitzava en alguns comerços.
En 1950 el So Quelo apareix al remat de la falla amb els ulls embenats, sobre una esfera armil·lar que representa la desorientació que li provoquen les canvis que ocorren al món. Esta falla aprofità part dels materials d'una falla que el govern espanyol encarregà a Regí Mas per a criticar l'aïllament diplomàtic que l'ONU exercia sobre la dictadura franquista. Com que en 1950 es va donar llibertat per a establir o no relacions diplomàtiques amb Espanya, la falla no es va plantar mai, i Mas va canviar el Tio Sam que originàriament havia de plantar-se per un nou remat amb el So Quelo.